# Puffadder
Puffadder eller pufform (Bitis arietans), även kallad afrikansk pufform och vanlig pufform, är en giftig huggorm som lever på savanner och grässlätter från Marocko till Arabiska halvön i hela Afrika utom Sahara och regnskogsregioner. Den anses vara Afrikas farligaste orm, inte bara på grund av att den förmodligen är den vanligaste och den mest spridda, utan även för sin storlek, sitt starka gift och sin vilja att hugga. Två underarter är kända.

## Utseende och anatomi
Puffadderns genomsnittliga längd är 1 meter och den är mycket kraftig. Stora individer på 1,9 meter, 6 kg tunga och med en gördel på 4 decimeter har rapporterats. Individer i Saudiarabien är dock vanligen inte längre än 8 decimeter. Hanar är vanligen längre än honor och har förhållandevis längre svans.
Huvudet, som är bredare än halsen har en svagt triangulär form med en trubbig rund nos. Nosfjället är litet. Ögonen omges av 10-16 fjäll. Tvärs över toppen på huvudet finns 7-11 fjäll som går mellan ögonen. Mellan ögonen och överkanten på munnen finns 3-4 fjäll. Det finns 12-17 fjäll längs översidan på mungipan och 13-17 fjäll på undersidan. De 3-4 första sitter vid kinden. Ofta sitter två huggtänder på vardera sidan i överkäken och båda kan vara aktiva.
På mellankroppen sitter 29-41 rader av ryggfjäll. Dessa är skarpt markerade förutom de yttersta raderna. Buken består av 123-147 fjäll och nederdelen av kroppen 14-38 fjäll, men honor har inte mer än 24. Det finns 1 kloakfjäll.
Mönsterfärgen varierar geografiskt. Huvudet har två väl markerade mörka band; ett på hjässan och ett mellan ögonen. På huvudets sidor finns sneda mörka band eller linjer som går från ögat till överkanten på munnen. På undersidan är huvudet gulvit-aktigt med mörka strimmor. Regnbågshinnans färg varierar från grå till silvergrå. Ryggens grundfärger varierar mellan vassgult till ljust brun, orange eller rödbrunaktig. Ovanpå denna färg ligger 18-22 bakåtriktade, mörkbruna eller svarta band som går längs ryggen och ner på svansen. Banden är vanligen svagt vinkelformade men kan vara U-formade i vissa områden. De bildar även 2-6 ljusa och mörka tvärband på svansen. Vissa populationer är mycket prickiga i brunt och svart som ofta döljer övriga färger och ger ormen en dammbrun eller svart framtoning. Buken är gul eller vit med spridda mörka fläckar. Nyfödda ungar har guldfärgade märken på huvudet med rosa- eller rödaktiga bukplattor mot kroppssidan.

## Utbredning och taxonomi
Arten är troligen den vanligaste och mest utbredda ormen i Afrika. Den finns i större delen av subsahariska Afrika söderut till Godahoppsudden, däribland södra Marocko, Mauretanien, Senegal, Mali, södra Algeriet, Guinea, Sierra Leone, Elfenbenskusten, Ghana, Togo, Benin, Niger, Nigeria, Tchad, Sudan, Kamerun, Centralafrikanska republiken, norra, östra och södra Kongo-Kinshasa, Uganda, Kenya, Somalia, Rwanda, Burundi, Tanzania, Angola, Zambia, Malawi, Moçambique, Zimbabwe, Botswana, Namibia och Sydafrika. Den förekommer även på arabiska halvön, där den finns i sydvästra Saudiarabien och Jemen.
Den förekommer inte i regnskogsområden, i exempelvis Västafrika och inte heller i Centralafrika. Den förekommer inte heller längs Medelhavskusten i norra Afrika. På den arabiska halvön har den hittats så långt norrut som i Ta'if och rapporter finns om att den har hittats i Dhofarregionen i södra Oman.

### Taxonomi
Puffaddern delas vanligtvis upp i två underarter:
- B. a arietans (Merrem, 1820) - förekommer i hela Afrika från Marocko till Kapprovinsen i Sydafrika, sydvästra arabiska halvön.[7][11]
- B. a. somalica (Parker, 1949) - ibland kallad somalisk pufform och förekommer i Somalia, norra Kenya.[7]

## Ekologi
Puffaddern är normalt slö och förlitar sig på kamouflage för att skydda sig. Den förflyttar sig huvudsakligen rektilinjärt där den använder sina breda bukfjäll och sin kroppsvikt för att dra sig fram. Om den oroas kan den ställa om till en typisk slingrande och mycket snabb förflyttning.
Den är i huvudsak en landlevande orm men ändå en god simmare. De är duktiga klättrare och kan hittas solande i låga buskar. En individ hittades 4,6 meter ovan marken i ett tätförgrenat träd.
Om den blir störd väser den högt och länge, och intar en hopslingrad försvarsposition med framdelen av kroppen i en spänd S-form. Samtidigt försöker den att flytta sig från hotet för att gömma sig. Den hugger plötsligt och mycket snabbt, lika lätt både framåt och från sidan, innan den återgår till sin försvarsposition och gör sig beredd att hugga igen. Under ett hugg är kraften så stark och huggtänderna går så djupt att bytet oftast dör av den fysiska skadan.
Den kan hugga på ett avstånd som motsvarar en tredjedel av sin längd, men ungarna kan kasta fram hela sin kroppslängd vid attacken. Dessa ormar biter sig sällan kvar i sina byten utan släpper snabbt och återvänder till sin attackposition.

### Habitat
Den förekommer i habitat överallt utom i öken och regnskog. Den förknippas oftast med steniga grässlätter.

### Föda
Den är för det mesta aktiv på natten och är sällan aktiv i sitt matletande. Istället inväntar den byten som kommer i dess väg. Födan består bland annat av gnagare, fåglar, groddjur och ödlor.

### Fortplantning
Honorna producerar ett feromon som gör att den lockar till sig hannar, som visar sig intresserade genom att börja brottas med varandra. En hona i Malindi hade sju hannar i sitt följe. De föder ett stort antal avkommor, där över 80 ungar har rapporterats, men 50-60 ungar är inte ovanligt. Nyfödda ungar är mellan 12,5-17,5 centimeter långa. Mycket stora individer, framför allt de som finns i Östafrika, föder flest ungar, En kenyansk hona i ett tjeckiskt zoo födde 156 ungar vid ett och samma tillfälle, vilket är det högsta som har uppmätts.

### Gift

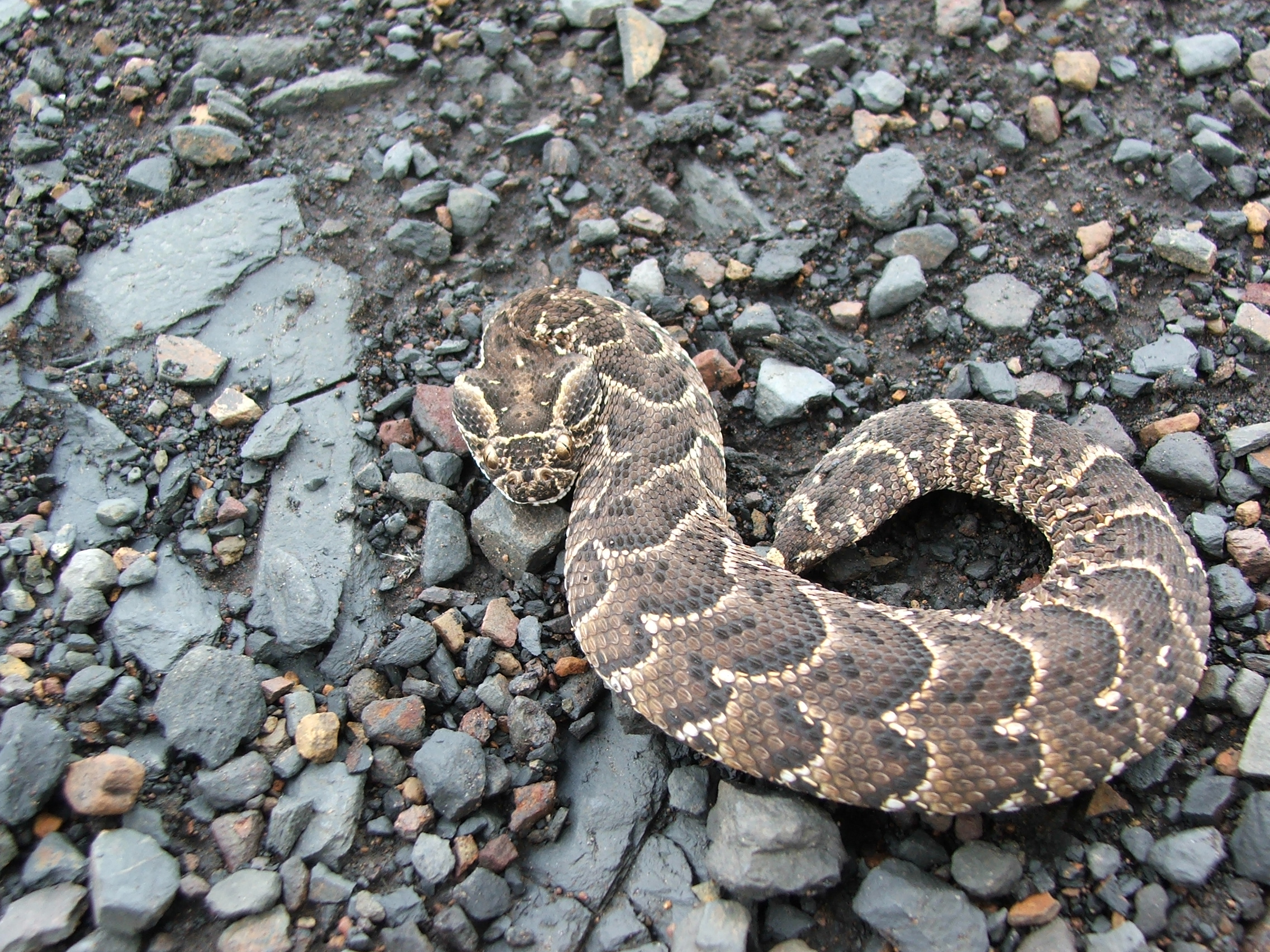
B. a. arietans, unge redo att hugga

Puffaddern svarar för fler dödsfall än någon annan afrikansk orm. Detta beror på flera faktorer, bland annat att den är så geografiskt utbredd, vanligt förekommande, storlek, kraftfullt gift som den producerar i stora mängder, långa huggtänder som den tränger djupt in i offret, deras förmåga att kamouflera sig vilket gör att de inte flyr, vanan att sola sig på gångstigar och att inte röra sig om någon närmar sig samt viljan att hugga.
Giftet är ett av de mest toxiska bland ormar. Giftmängden är vanligen 100-350 milligram och maximalt 750 milligram. Brown (1973) anger 180-750 milligram. Omkring 100 milligram är tillräckligt för att döda en frisk vuxen människa. Döden inträffar efter 25 timmar eller mer. Den genomsnittliga individen har tillräckligt med gift för att döda 4-5 vuxna män.
Ormen kan framkalla svåra symtom både lokalt och i nervsystemet. Lokala symtom kan indelas i två kategorier: Små eller inga ytliga tecken samt blödningar, blåmärken och svullnader. I båda fallen är smärtan svår, men i det senare faller är den spridd ytligt eller har gett vävnadsskador. Allvarliga bett orsakar lemmar att bli orörliga på grund av blödningar eller koagulering i de angripna musklerna. Bestående förhårdnader är dock ovanliga och återhämtar sig vanligen helt.
Andra symtom på bett som visas på människor är ödem, som kan vara omfattande, chock, vätskefyllt blod som kommer ur skadan, illamående och kräkningar, blåmärken, blodblåsor som bildas snabbt samt svullna lymfkörtlar. Svullnader går vanligen ner efter några dagar, förutom de som ligger i området omkring bettet. Lågt blodtryck i kombination med svaghet, yrsel och perioder med medvetslöshet har också rapporterats.
Dödsfall är ovanliga och inträffar troligen i mindre än 10 procent av alla obehandlade fall, vanligen 2-4 dagar av komplikationer till följd av blodförlust och blodproppar.